# Haw River
Der Haw River ist der 177 Kilometer lange linke Quellfluss des Cape Fear River im US-Bundesstaat North Carolina.
Der Fluss wurde erstmals von John Lawson in seinem 1709 erschienenen Buch A New Voyage to Carolina als Hau River erwähnt. Dies ist eine Abkürzung des Catawba-Namens Saxapahaw, was so viel wie Bergvorland bedeutet.

## Verlauf
Der Haw River entspringt im Piedmont auf 307 m in einem Wäldchen wenig nördlich von Kernersville. Die Quelle liegt im Nordosten des Forsyth County direkt an der Grenze zum Guilford County.
Der Fluss fließt anfangs nach Nordosten durch das Guilford County vorbei an Oak Ridge und Summerfield. Nach Summerfield verläuft er mehrmals kurz im Rockingham County, ehe er beim Haw River State Park die Grenze endgültig überquert. Nach kurzem Lauf nach Osten wendet er sich nach der Einmündung des Rose Creek nach Südosten. Er durchquert den äußersten Nordosten des Guilford Countys und erreicht kurz darauf den Alamance County.
Bei Ossipee nimmt er den Reedy Fork sowie den Travis Creek von rechts auf, bevor er Burlington umfließt und dabei die Siedlung Carolina passiert. Er wendet sich nach Süden und durchfließt die Stadt Haw River, gefolgt von einer Brücke der Interstate 40. Kurz darauf mündet in Swepsonville von rechts der Great Alamance Creek. Er fließt weiter nach Südosten und bildet nach der Einmündung des Cane Creek von links kurz die Grenze zum Orange County, wobei von rechts mit dem Cane Creek ein weiterer wichtiger Zufluss einmündet.
Nach dessen Einmündung markiert er die Grenze zum Chatham County, ehe er ganz in diesem weiterfließt. Bei Pittsboro wird er gleich hintereinander vom US 15 sowie vom US 64, bevor er ins Südwestende des Jordan Lake mündet. Nur wenig südlich fließt der Fluss wieder aus dem Stausee. Schließlich vereinigt sich der Haw River auf 49 m beim Mermaid Point nahe Moncure an der Grenze zum Lee County mit dem Deep River zum Cape Fear River.